# Ryuzo Hiraki
Ryuzo Hiraki (平木 隆三 Hiraki Ryūzō?,  7 de octubre de 1931 en Sakai, Osaka, Imperio del Japón - 2 de enero de 2009 en Toyota, Aichi, Japón) fue un futbolista japonés que se desempeñaba como defensa.
Hiraki jugó 30 veces para la selección de fútbol de Japón entre 1954 y 1962. Fue elegido para integrar la selección nacional de Japón en los Juegos Olímpicos de Verano de 1956 y 1964.

## Trayectoria

### Clubes
| Club              | País  | Año         |
| ----------------- | ----- | ----------- |
| Yuasa Batteries   | Japón | 1957        |
| Furukawa Electric | Japón | 1958 - 1966 |

### Selección nacional
| Selección | País  | Año         |
| --------- | ----- | ----------- |
| Absoluta  | Japón | 1954 - 1962 |

## Estadística de equipo nacional
| Selección de Japón | Selección de Japón | Selección de Japón |
| Año                | Part.              | Goles              |
| ------------------ | ------------------ | ------------------ |
| 1954               | 3                  | 0                  |
| 1955               | 4                  | 0                  |
| 1956               | 3                  | 0                  |
| 1957               | 0                  | 0                  |
| 1958               | 4                  | 0                  |
| 1959               | 10                 | 1                  |
| 1960               | 1                  | 0                  |
| 1961               | 2                  | 0                  |
| 1962               | 3                  | 0                  |
| Total              | 30                 | 1                  |

## Palmarés

### Títulos nacionales
| Título             | Club              | País  | Año  |
| ------------------ | ----------------- | ----- | ---- |
| Copa del Emperador | Kwangaku Club     | Japón | 1955 |
| Copa del Emperador | Furukawa Electric | Japón | 1960 |
| Copa del Emperador | Furukawa Electric | Japón | 1961 |
| Copa del Emperador | Furukawa Electric | Japón | 1964 |

### Distinciones individuales
| Distinción                                      | Año  |
| ----------------------------------------------- | ---- |
| Inducido al Salón de la Fama del fútbol japonés | 2005 |